# Понинские
Понинские (пол. Ponińscy) — княжеский, графский и дворянский род, герба Лодзя.
Восходит к концу XVI в., но возвысился лишь в конце XVII в.
Княжеская ветвь Понинских существовала в Австрии, две графских в Италии, две в Пруссии. Из дворянских ветвей одна — в Пруссии; другая, внесённая в VI часть родословной книги Волынской губернии, угасла в 1880-х годах, и имя её передано фамилии Валевских.

## Представители
- Иероним-Адам Понинский (1630—1702) — каштелян рогозьновский и гнезненский.
- Адам Понинский (ум. 1732) — каштелян познанский, старший сын Иеронима Адама.
- Францишек Понинский (1676? — 1740) — староста копаницкий и стольник познанский, посол в Санкт-Петербурге (1717—1718), второй сын Иеронима Адама.
- Кароль Самуил Понинский (1675—1727) — епископ-суффраган познанский, третий сын Иеронима-Адама.
- Владислав Понинский (ум. 1731) — староста всховский, референдарий великий коронный, четвёртый сын Иеронима Адама.
- Антон-Иосиф Понинский (умер в 1742 г.) — маршалок Сейма (1733—1735), референдарий великий коронный (1735) и воевода познанский (1738—1742); писал стихи на латинском и польском языках.
- Иосиф Понинский (умер в 1770 г.) — посол в России, Испании, Португалии, Англии и Сардинии.
- Мацей Понинский (ок. 1700—1758) — польский магнат, староста бабимостский, стольник и хорунжий всховский, младший сын Адама Понинского (ум. 1732).
- Граф Адам Понинский (1732—1798), с 1774 г. — князь, коронный дворецкий польский (1762), великий маршалок коронный (1773—1775), великий подскарбий коронный (до 1789 г.), старший сын Мацея.
- Князь Каликст Понинский (1753—1817) — генерал коронных войск, член Тарговицкой конфедерации (1792), староста брацлавский.
- Аполлония Понинская (1759—1800) — жена с 1778 года Кароля Эрнеста Бирона, генерал-майора российской армии и камергера императорского двора.
- Князь Адам Понинский (1758—1816) — участник русско-польской войны 1792 года и восстания Костюшко 1794 года, старший сын Адама.
- Князь Александр Понинский (род. 1766) — член Гродненской конфедерации (1793), рыцарь Мальтийского ордена (1786), второй сын Адама.
- Станислав Костка Антоний Феликс Понинский (1781—1847) — польский землевладелец, полковник, кавалер ордена Virtuti Militari и Ордена Почётного легиона, граф Прусского королевства с 1840 года.
- Эдвард Понинский (1810—1893) — польский землевладелец, общественный и политический деятель, участник восстания 1830—1831.
- Людвик Понинский (1827—1893) — князь, староста повятов яворовского (1871), гродецкого (1879) и тарнувского (1882).
- Марцелий Понинский (1749—1817) — войский гнезненский, депутат Четырёхлетнего сейма (1790). Отец Станислава Костки.
- Граф Владислав Август Понинский (1823—1901) — генерал-лейтенант итальянской армии.
- Генрик Понинский (1808—1888) — земянин, член Познанского комитета (1839—1846), сын Юзефа Адама Понинского.
- Леандр Пётр Понинский (1800—1865) — князь, библиофил, коллекционер произведений искусства, сын Александра Понинского.
- Граф Криштоф Понинский (1802—1876) — силезский ландрат (староста), дворянин и политик.
- Князь Александр Понинский (1856—1915) — депутат Государственного Совета Австро-Венгрии.

## Описание герба
В красном поле золотая барка, сколоченная из четырёх досок, из которых в каждой по три гвоздя. Щит покрывают княжеские мантия и корона. Герб Лодзя (употребляют Понинские) внесён в Часть 3 Гербовника дворянских родов Царства Польского, стр. 95